# Chloroclystis cydoniata
Chloroclystis cydoniata là một loài bướm đêm trong họ Geometridae.